# Neptunit
Das Mineral Neptunit ist ein selten vorkommendes Kettensilikat aus der Neptunit-Gruppe. Es kristallisiert im monoklinen Kristallsystem mit der idealisierten, chemischen Zusammensetzung KNa2Li(Fe2+)2Ti2Si8O24 und gehört damit chemisch gesehen zu den komplex zusammengesetzten Schichtsilikaten mit Übergangsstrukturen zu anderen Silikaten und den Metallkationen Kalium, Natrium, Lithium, Eisen und Titan.
Neptunit entwickelt meist langprismatische, gelegentlich auch verbogene oder verdrehte Kristalle bis etwa acht Zentimetern Länge mit gewöhnlich quadratischen Querschnitten. Die überwiegend undurchsichtigen und dunkelbraun bis schwarzen Kristalle zeigen auf ihren Flächen einen glasähnlichen Glanz. In dünnen Schichten ist Neptunit allerdings blutrot durchscheinend und auf der Strichtafel hinterlässt es einen rotbraunen bis zimtbraunen Strich.
Mit einer Mohshärte von 5 bis 6 gehört Neptunit zu den mittelharten Mineralen, die sich ähnlich wie die Referenzminerale Fluorit (5) und Apatit (6) mit einem Messer gut bis gerade noch ritzen lassen.

## Etymologie und Geschichte
Erstmals entdeckt wurde Neptunit in einem Pegmatit bei Narsarsuaq (Narssârssuk) in Westgrönland und beschrieben 1893 durch Gustaf Flink, der das Mineral nach dem Gott Neptun aus der Römischen Mythologie benannte.

## Klassifikation
In der mittlerweile veralteten, aber noch gebräuchlichen 8. Auflage der Mineralsystematik nach Strunz gehörte der Neptunit zur Mineralklasse der „Silikate und Germanate“ und dort zur Abteilung der „Kettensilikate und Bandsilikate (Inosilikate)“, wo er zusammen mit Manganoneptunit und Watatsumiit eine eigenständige Gruppe bildete.
Die seit 2001 gültige und von der International Mineralogical Association (IMA) verwendete 9. Auflage der Strunz'schen Mineralsystematik ordnet den Neptunit ebenfalls in die Klasse der „Silikate und Germanate“, dort allerdings in die Abteilung der „Schichtsilikate (Phyllosilikate)“ ein. Diese Abteilung ist zudem weiter unterteilt nach dem strukturellen Aufbau der Schichten, so dass das Mineral entsprechend seinem Aufbau in der Unterabteilung „Übergangsstrukturen zwischen Schichtsilikat und anderen Silikateinheiten“ zu finden ist, wo es ebenfalls zusammen mit Manganoneptunit und Watatsumiit die nach ihm benannte „Neptunitgruppe“ mit der System-Nr. 9.EH.05 bildet.
Auch die vorwiegend im englischen Sprachraum gebräuchliche Systematik der Minerale nach Dana ordnet den Neptunit in die Klasse der „Silikate und Germanate“, dort allerdings in die Abteilung der „Kettensilikate: Säulen- oder Röhren-Strukturen“ ein. Hier ist er wiederum als Namensgeber in der „Neptunitgruppe“ mit der System-Nr. 70.04.01 und den weiteren Mitgliedern Manganoneptunit, Watatsumiit und Magnesioneptunit innerhalb der Unterabteilung „Kettensilikate: Säulen- oder Röhren-Strukturen mit verbundenen Ketten in Käfigform“ zu finden.

## Chemismus

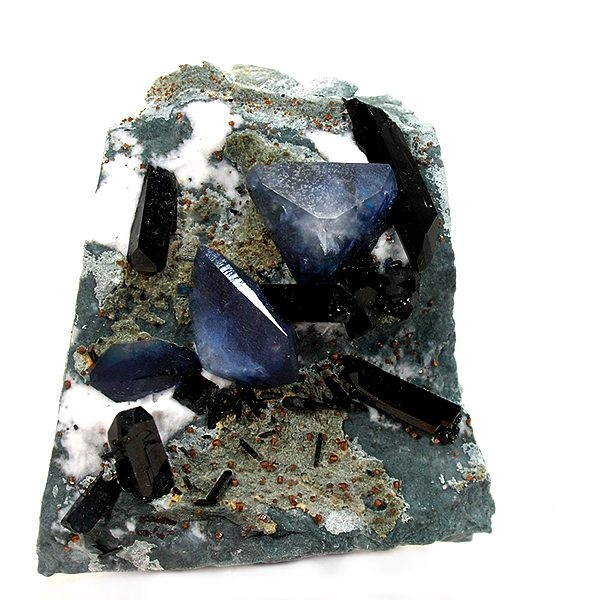
Neptunit (schwarz) mit Benitoit (blau) und Joaquinit-(Ce) (rötlich) aus der „Dallas Gem Mine“, Kalifornien, USA
(Größe: 6 × 5,3 × 2,8 cm)

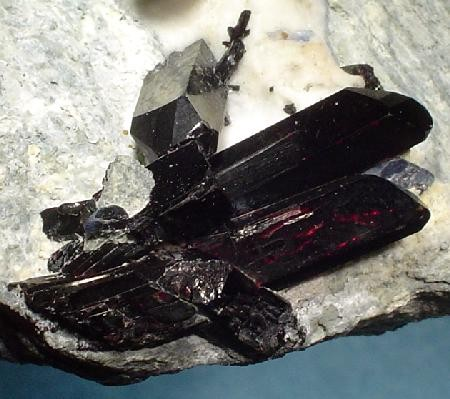
Blutrot durchscheinender Neptunit aus der „Dallas Gem Mine“ (Gesamtgröße der Probe: 10,4 × 6,3 × 4,8 cm)

In der Natur kommt Neptunit meist mit Anteilen von Mangan vor, wobei sich Eisen und Mangan in der Formel jeweils gegenseitig vertreten (Diadochie), jedoch immer im selben Mengenverhältnis zu den anderen Bestandteilen des Minerals stehen. Die chemische Zusammensetzung wird entsprechend in verschiedenen Quellen mit KNa2Li(Fe2+,Mn)2Ti2[O2|Si8O22] angegeben.
Mit zunehmendem Anteil an Mangan geht Neptunit schließlich in das Mineral Manganoneptunit (auch Mangan-Neptunit, KNa2Li(Mn2+)2Ti2Si8O24) über. Neptunit und Manganoneptunit bilden also eine lückenlose Mischkristallreihe.
Beim ebenfalls verwandten Mineral Watatsumiit ist das in der Formel des Neptunit enthaltene Titan durch Vanadium ersetzt. 

## Kristallstruktur
Neptunit kristallisiert monoklin in der Raumgruppe Cc (Raumgruppen-Nr. 9) mit den Gitterparametern a = 16,48 Å; b = 12,49 Å; c = 10,00 Å und β = 115,4° sowie 4 Formeleinheiten pro Elementarzelle.

## Eigenschaften
Neptunitkristalle zeigen einen piezoelektrischen Effekt, das heißt, sie bauen ähnlich wie der bekannte Quarz bei wechselnder, elastischer Verformung eine elektrische Spannung auf.

## Bildung und Fundorte
Neptunit bildet sich in Natrolith-Adern, die in Serpentinitkörpern eingeschlossene Schichten aus Glaukophan-Schiefer schneiden. Begleitminerale sind neben Natrolith unter anderem noch Aegirin, Arfvedsonit, Benitoit, Eudialyt, Joaquinit-(Ce), Lomonosovit, Nordit-(La), Sodalith und Ussingit.
Als seltene Mineralbildung konnte Neptunit bisher (Stand: 2011) nur an wenigen Fundorten nachgewiesen werden, wobei etwa 40 Fundorte als bekannt gelten. Neben seiner Typlokalität Narsaarsuk trat das Mineral in Grönland noch an mehreren Orten der  Ilimaussaq-Intrusion in der Umgebung von Narsaq im Verwaltungsbezirk Kitaa auf.
Erwähnenswert aufgrund seiner außergewöhnlichen Neptunitfunde ist vor allem die „Dallas Gem Mine“ am San Benito River im gleichnamigen County im US-Bundesstaat Kalifornien, wo schön entwickelte und bis zu acht Zentimeter lange Kristalle gefunden wurden.
Weitere Fundorte liegen unter anderem in Australien (New South Wales), Brasilien (Minas Gerais, Santa Catarina), Irland (County Louth), Kanada (Neufundland und Labrador, Québec), der Mongolei (Wüste Gobi), in Russland (Ostsibirien, Nordwestrussland), Tadschikistan (Tian Shan) und weitere Bundesstaaten in den USA (Montana, New Mexico, North Carolina).